# FORMAT (polecenie)
FORMAT – polecenie nierezydentne systemu CP/J oraz środowiska Windows, zlecające wykonanie formatowania dyskietki (CP/J) lub dysku (Windows).
Dyrektywa ta może mieć następującą postać:
FORMATformatowanie dyskietki, przy czym program FORMAT, w trybie konwersacyjnym, poprosi użytkownika o wskazanie napędu z dyskietką, która ma zostać sformatowana,
FORMAT X:jak wyżej, lecz ze wskazaniem napędu X:, zawierającego dyskietkę do formatowania, program pominie pytanie o wskazanie dyskietki do formatowania.
Przedmiotowe polecenie może być wydane tylko na komputerze wyposażonym w stację dyskietek, podłączoną bezpośrednio do danego komputera. Nie można realizować tego zlecenia za pośrednictwem sieci JUNET.
Po zakończeniu formatowania dyskietki, polecenie umożliwia zakończenie pracy lub wskazanie kolejnej dyskietki do formatowania.